# 1400
1400 (MCD) byl přestupný rok, který dle juliánského kalendáře započal čtvrtkem, a podle gregoriánského kalendáře započal středou a nebyl přestupný.

## Události
- dokončena stavba Karlova mostu
- Tamerlán ovládl Sýrii
- počátkem 15. století se v českých zemích poprvé objevují skupiny romských kočovníků
- v Evropě vydestilován první koňak
- Václav IV. je sesazen z postu krále SŘŘ

### Probíhající události
- 1399–1402 – Kampaň ťing-nan

## Vědy a umění
- vodní kola na vrchní vodu, umožňující získání dvojnásobného výkonu
- první pokusy o dobývání kamenného uhlí v Anglii

## Narození
České země
- ? – Štěpán z Krumlova, architekt a stavitel 15. století († 5. června 1461)
- ? – Hynce Ptáček z Pirkštejna, český šlechtic († 27. srpna 1444)

Svět
- 26. července – Isabela Despenserová, hraběnka z Gloucesteru († 1439)
- červenec – Luca della Robbia, italský sochař († 20. února 1482)
- ? – Jisra'el Bruna, německý rabín († 1480)
- ? – Richard Neville, yorský vojevůdce v počátečním období válek růží († 1460)
- ? – Martín Alonso de Córdoba, španělský augustinián, spisovatel a teolog († 5. července 1476)
- ? – Stefan Lochner, německý gotický malíř († 1451)
- ? – Gilles Binchois, burgundský hudební skladatel († 20. listopadu 1460)
- ? – Goncalvo Velho Cabral, portugalský mnich a mořeplavec († 1460)
- ? – Filarete, florentský architekt, sochař a medailista († 1469)
- ? – Řehoř z Heimburka, německý humanista († srpen 1472)
- ? – Irene Kantakouzene, manželka srbského despoty († 3. května 1457)
- ? – Owen Tudor, velšský voják a královnin dvořan († 2. února 1461)

## Úmrtí
- 14. února – Richard II., anglický král (* 6. ledna 1367)
- 17. června – Jan z Jenštejna, český šlechtic, politik a umělec a třetí pražský arcibiskup (* 1347/1350)
- 25. října – Geoffrey Chaucer, anglický básník a politik (* asi 1340)
- ? – Kateřina Meklenburská, švédská a meklenburská princezna (* 1370/72)
- ? – Luo Kuan-čung, čínský spisovatel (* 1330)
- ? – Nefise Hatun, osmanská princezna a dcera sultána Murada I. (* 1363)
- ? – Alice Perrersová, milenka anglického krále Eduarda II. (* 1348)

## Hlavy států

### Evropa

#### Území dnešní ČR
- České království – Václav IV.
- Moravské markrabství – Jošt Moravský
- Braniborské markrabství – Jošt Moravský

#### Itálie
- Vatikán – papež Bonifác IX., po něm Benedikt XIII.
- Sardinské vévodství – Amadeus VIII. Savojský
- Sicilské království – Marie Sicilská

#### Ostatní
- Svatá říše římská – Václav IV. » Ruprecht III. Falcký
- Polské království – Vladislav II. Jagello
- Uherské království – Zikmund Lucemburský
- Litevské velkoknížectví – Vladislav II. Jagello
- Pomořanské vévodství – Wartislaw VIII. Pomořanský a Barmin VI. Pomořanský (spoluvláda)
- Anglické království – Jindřich IV. Anglický
- Francouzské království – Karel VI. Šílený
- Kalmarská unie (Dánsko, Švédsko, Norsko) – Markéta I. Dánská
- Chorvatské království – Zikmund Lucemburský
- Srbské království – Stefan Lazarević

### Blízký východ a Severní Afrika
- Osmanská říše – Bajezid I.
- Byzantská říše – Manuel II. Palaiologos a Jan VII. Palaiologos (společně)

### Dálný východ a Asie
- Dillíský sultanát – Nusrat Šáh
- Šógunát Ašikaga – Jošimoči Ašikaga
- Čínské císařství – Ťien-wen